# الطواف النسائي للاتحاد الدولي لكرة المضرب – 2013 (يناير–مارس)
الطواف النسائي للاتحاد الدولي لكرة المضرب هي نسخة عام 2013 من الجولة الثانية في لعبة كرة المضرب للمحترفات. تنظمها الاتحاد الدولي لكرة المضرب وهي درجة أقل من جولة رابطة محترفات التنس. يتضمن الطواف العالمي لكرة المضرب النسائية برعاية الاتحاد الدولي لكرة المضرب بطولات بجوائز مالية تتراوح من $15،000 إلى $100،000.

## المواسم
| مواسم الطواف العالمي لكرة المضرب النسائية برعاية الاتحاد الدولي لكرة المضرب | مواسم الطواف العالمي لكرة المضرب النسائية برعاية الاتحاد الدولي لكرة المضرب | مواسم الطواف العالمي لكرة المضرب النسائية برعاية الاتحاد الدولي لكرة المضرب | مواسم الطواف العالمي لكرة المضرب النسائية برعاية الاتحاد الدولي لكرة المضرب | مواسم الطواف العالمي لكرة المضرب النسائية برعاية الاتحاد الدولي لكرة المضرب | مواسم الطواف العالمي لكرة المضرب النسائية برعاية الاتحاد الدولي لكرة المضرب | مواسم الطواف العالمي لكرة المضرب النسائية برعاية الاتحاد الدولي لكرة المضرب | مواسم الطواف العالمي لكرة المضرب النسائية برعاية الاتحاد الدولي لكرة المضرب | مواسم الطواف العالمي لكرة المضرب النسائية برعاية الاتحاد الدولي لكرة المضرب | مواسم الطواف العالمي لكرة المضرب النسائية برعاية الاتحاد الدولي لكرة المضرب |
| تسعينيات القرن العشرين                                                      | تسعينيات القرن العشرين                                                      | تسعينيات القرن العشرين                                                      | تسعينيات القرن العشرين                                                      | تسعينيات القرن العشرين                                                      | تسعينيات القرن العشرين                                                      | تسعينيات القرن العشرين                                                      | تسعينيات القرن العشرين                                                      | تسعينيات القرن العشرين                                                      | تسعينيات القرن العشرين                                                      |
| --------------------------------------------------------------------------- | --------------------------------------------------------------------------- | --------------------------------------------------------------------------- | --------------------------------------------------------------------------- | --------------------------------------------------------------------------- | --------------------------------------------------------------------------- | --------------------------------------------------------------------------- | --------------------------------------------------------------------------- | --------------------------------------------------------------------------- | --------------------------------------------------------------------------- |
| 1994                                                                        | 1995                                                                        | 1995                                                                        | 1996                                                                        | 1997                                                                        | 1998                                                                        | 1999                                                                        |                                                                             |                                                                             |                                                                             |
| العقد الأول من القرن 21                                                     |                                                                             |                                                                             |                                                                             |                                                                             |                                                                             |                                                                             |                                                                             |                                                                             |                                                                             |
| 2000                                                                        | 2001                                                                        | 2002                                                                        | 2003                                                                        | 2004                                                                        | 2005                                                                        | 2006                                                                        | 2007                                                                        | 2008 الربع الأول · الربع الثاني · الربع الثالث                              | 2009                                                                        |
| العقد الثاني من القرن 21                                                    |                                                                             |                                                                             |                                                                             |                                                                             |                                                                             |                                                                             |                                                                             |                                                                             |                                                                             |
| 2010 الربع الأول · الربع الثاني · الربع الثالث · الربع الرابع               | 2011 الربع الأول · الربع الثاني · الربع الثالث · الربع الرابع               | 2012 الربع الأول · الربع الثاني · الربع الثالث · الربع الرابع               | 2013 الربع الأول · الربع الثاني · الربع الثالث · الربع الرابع               | 2014 الربع الأول · الربع الثاني · الربع الثالث · الربع الرابع               | 2015 الربع الأول · الربع الثاني · الربع الثالث · الربع الرابع               | 2016 الربع الأول · الربع الثاني · الربع الثالث · الربع الرابع               | 2017 الربع الأول · الربع الثاني · الربع الثالث · الربع الرابع               | 2018 الربع الأول · الربع الثاني · الربع الثالث · الربع الرابع               | 2019 الربع الأول · الربع الثاني · الربع الثالث · الربع الرابع               |
| العقد الثالث من القرن 21                                                    |                                                                             |                                                                             |                                                                             |                                                                             |                                                                             |                                                                             |                                                                             |                                                                             |                                                                             |
| 2020 الربع الأول · الربع الثاني · الربع الثالث · الربع الرابع               | 2021 الربع الأول · الربع الثاني · الربع الثالث · الربع الرابع               | 2022 الربع الأول · الربع الثاني · الربع الثالث · الربع الرابع               | 2023 الربع الأول · الربع الثاني · الربع الثالث · الربع الرابع               | 2024 الربع الأول · الربع الثاني · الربع الثالث · الربع الرابع               | 2025 الربع الأول · الربع الثاني · الربع الثالث · الربع الرابع               |                                                                             |                                                                             |                                                                             |                                                                             |

## المفتاح
| الفئات      | القيمة المالية |
| بطولات W100 | $100,000       |
| بطولات W75  | $75,000        |
| بطولات W50  | $50,000        |
| بطولات W25  | $25,000        |
| بطولات W15  | $15,000        |
| بطولات W10  | $10,000        |

## الأشهر

### يناير
| الأسبوع        | البطولة | الفائزات                                          | الوصيفات                                | المتأهلات لنصف النهائي              | المتأهلات لربع النهائي                                                 |
| -------------- | --- | ------------------------------------------------- | --------------------------------------- | ----------------------------------- | ---------------------------------------------------------------------- |
| 31 ديسمبر 2012 | هونغ كونغ ملعب صلب $10،000 قرعة المباريات الفردية والزوجية                                                                        | تيان ران 7–6(11–9)، 2–6، 6–3                      | ليانغ تشن                               | يوكي تاناكا كيم نا ري               | لي يي را وين شين جوان تينغ فاي لي بي شي                                |
| 31 ديسمبر 2012 | هونغ كونغ ملعب صلب $10،000 قرعة المباريات الفردية والزوجية                                                                        | تانغ هوتشين تيان ران 6–2، 6–1                     | إري هوزمي مي يو كاتو                    | يوكي تاناكا كيم نا ري               | لي يي را وين شين جوان تينغ فاي لي بي شي                                |
| 31 ديسمبر 2012 | فور دو فرانس، مارتينيك، فرنسا ملعب صلب $10،000 قرعة المباريات الفردية والزوجية                                                    | سونيا مولنار 6–2، 6–0                             | شيرازاد بنامار                          | دنيس ستار إيفا راسكيفيتش            | أوشيان آدم فيرجيني أيسامي دانييل ميلز أندي دي فرومي                    |
| 31 ديسمبر 2012 | فور دو فرانس، مارتينيك، فرنسا ملعب صلب $10،000 قرعة المباريات الفردية والزوجية                                                    | دنيس ستار أندي دي فرومي 6–4، 6–3                  | شيرازاد بنامار براندي مينا              | دنيس ستار إيفا راسكيفيتش            | أوشيان آدم فيرجيني أيسامي دانييل ميلز أندي دي فرومي                    |
| 7 يناير 2013   | كأس بلوسوم تشوانتشو، الصين ملعب صلب $50،000 فردي – زوجي                                                                           | فاراتشايا وونجتينتشاي 6–2، 6–7(5–7)، 7–6(7–5)     | ناديا كيتشينوك                          | تشان تشين وي تيان ران               | لو جياجينغ يانغ زي وانغ يافان تانغ هوتشين                              |
| 7 يناير 2013   | كأس بلوسوم تشوانتشو، الصين ملعب صلب $50،000 فردي – زوجي                                                                           | إيرينا بورياتشوك ناديا كيتشينوك 3–6، 6–3، [12–10] | ليانغ تشن سان شنجنان                    | تشان تشين وي تيان ران               | لو جياجينغ يانغ زي وانغ يافان تانغ هوتشين                              |
| 7 يناير 2013   | إينيسبروك، الولايات المتحدة ملعب ترابي $25،000 قرعة المباريات الفردية والزوجية نسخة محفوظة 2013-01-14 على موقع واي باك مشين.      | تادجا ماجريتش 6–2، 6–3                            | أجلا توملجانوفيتش                       | كريستينا بارويس ألريكك إيكري        | هيلدا ميلاندر ماشا زيك بشكيريتش إليزافيتا يانتشوك آنه شيفر             |
| 7 يناير 2013   | إينيسبروك، الولايات المتحدة ملعب ترابي $25،000 قرعة المباريات الفردية والزوجية نسخة محفوظة 2013-01-14 على موقع واي باك مشين.      | ألريكك إيكري شيه يو هسو 6–3، 6–0                  | فلورنسيا مولينيرو أدريانا بيريز         | كريستينا بارويس ألريكك إيكري        | هيلدا ميلاندر ماشا زيك بشكيريتش إليزافيتا يانتشوك آنه شيفر             |
| 7 يناير 2013   | سان مارتين، فرنسا ملعب صلب $10،000 قرعة المباريات الفردية والزوجية                                                                | أندي دي فرومي 6–3، 6–2                            | لي تولي                                 | إستيل كاسينو شيرازاد بنامار         | نويل هيكي أنيف بين جيد سوفرين أوشيان آدم                               |
| 7 يناير 2013   | سان مارتين، فرنسا ملعب صلب $10،000 قرعة المباريات الفردية والزوجية                                                                | إستيل كاسينو لي تولي 6–3، 6–3                     | إيرين كلارك سونيا مولنار                | إستيل كاسينو شيرازاد بنامار         | نويل هيكي أنيف بين جيد سوفرين أوشيان آدم                               |
| 7 يناير 2013   | هونغ كونغ ملعب صلب $10،000 قرعة المباريات الفردية والزوجية                                                                        | ساتشي إيشيزو 2–6، 6–1، 6–3                        | ون شين                                  | لي يي را كيم نا ري                  | ايمي موتاجوتشي جوان تينغ فاي إري هوزمي مانا ايوكاوا                    |
| 7 يناير 2013   | هونغ كونغ ملعب صلب $10،000 قرعة المباريات الفردية والزوجية                                                                        | لي ييهونغ ون شين 4–6، 6–1، [12–10]                | إري هوزمي ميو كاتو                      | لي يي را كيم نا ري                  | ايمي موتاجوتشي جوان تينغ فاي إري هوزمي مانا ايوكاوا                    |
| 7 يناير 2013   | أنطاليا، تركيا ملعب ترابي $10،000 قرعة المباريات الفردية والزوجية                                                                 | ريكا-لوكا جاني 6–1، 1–6، 7–6(7–4)                 | ماريت بونسترا                           | ماريانا زاكارليوك ميليس سيزر        | تشياكي اوكاداوي يساليني بونافنتور فيكتوريا مونتين رالوكا ايلينا بلاتون |
| 7 يناير 2013   | أنطاليا، تركيا ملعب ترابي $10،000 قرعة المباريات الفردية والزوجية                                                                 | تشياكي اوكاداوي ميليس سيزر 6–3، 6–4               | صوفيا كفاتسابايا ماريانا زاكارليوك      | ماريانا زاكارليوك ميليس سيزر        | تشياكي اوكاداوي يساليني بونافنتور فيكتوريا مونتين رالوكا ايلينا بلاتون |
| 14 يناير 2013  | بورت سانت لوسي، الولايات المتحدة ملعب ترابي $25٬000 قرعة المباريات الفردية والزوجية نسخة محفوظة 21-01-2013 على موقع واي باك مشين. | شارون فيشمان 6–3، 6–2                             | تادجا ماجريتش                           | Zhang Shuai تتيانا أريفيفا          | أجلا توملجانوفيتش فلورنسيا مولينيرو كاتالينا كاستانيو أدريانا بيريز    |
| 14 يناير 2013  | بورت سانت لوسي، الولايات المتحدة ملعب ترابي $25٬000 قرعة المباريات الفردية والزوجية نسخة محفوظة 21-01-2013 على موقع واي باك مشين. | أنجلينا جابويفا آلي ويل 4–6، 6–2، [7–10]          | فلورنسيا مولينيرو أدريانا بيريز         | Zhang Shuai تتيانا أريفيفا          | أجلا توملجانوفيتش فلورنسيا مولينيرو كاتالينا كاستانيو أدريانا بيريز    |
| 14 يناير 2013  | شرم الشيخ، مصر ملعب صلب $10٬000 قرعة المباريات الفردية والزوجية                                                                   | دنيزا أليرتوفا 6–2، 4–6، 7–6(1–7)                 | يوجينيا باشكوفا                         | فاطمة النبهاني ميليس سيزر           | ميلاني كلافنير ميار شريف زينيا كنول ماري بينوا                         |
| 14 يناير 2013  | شرم الشيخ، مصر ملعب صلب $10٬000 قرعة المباريات الفردية والزوجية                                                                   | يوجينيا باشكوفا إيكاترينا ياشينا 3–6، 2–6، [3–10] | فاليريا بودا ميار شريف                  | فاطمة النبهاني ميليس سيزر           | ميلاني كلافنير ميار شريف زينيا كنول ماري بينوا                         |
| 14 يناير 2013  | لو غوسييه، جزر جوادلوب، فرنسا ملعب صلب $10٬000 قرعة المباريات الفردية والزوجية                                                    | نويل هيكي 7–5، 6–2                                | ليا تولي                                | فيرجيني أياسام سونيا مولنار         | مارجريتا لازاريفا جيد سوفريجن لو برويلو إستيل كاسينو                   |
| 14 يناير 2013  | لو غوسييه، جزر جوادلوب، فرنسا ملعب صلب $10٬000 قرعة المباريات الفردية والزوجية                                                    | نويل هيكي كادي بولا 6–0، 1–6، [7–10]              | إستيل كاسينو ليا تولي                   | فيرجيني أياسام سونيا مولنار         | مارجريتا لازاريفا جيد سوفريجن لو برويلو إستيل كاسينو                   |
| 14 يناير 2013  | شتوتغارت-ستامهايم، ألمانيا ملعب صلب (داخلي) $10٬000 قرعة المباريات الفردية والزوجية                                               | جوليا كيميلمان 6–4، 6–3                           | لورا سيجموند                            | تيريزا سميتكوفا يوليانا ليزارازو    | إنجا بريسلان مارتينا بوريكا آنا ريموندينا لورا شايدر                   |
| 14 يناير 2013  | شتوتغارت-ستامهايم، ألمانيا ملعب صلب (داخلي) $10٬000 قرعة المباريات الفردية والزوجية                                               | فيكتوريا غولوبيتش جوليا كيميلمان 6–4، 6–1         | أولغا دوروشينا جوليا فالتوفا            | تيريزا سميتكوفا يوليانا ليزارازو    | إنجا بريسلان مارتينا بوريكا آنا ريموندينا لورا شايدر                   |
| 14 يناير 2013  | أنطاليا، تركيا ملعب ترابي $10،000 قرعة المباريات الفردية والزوجية                                                                 | ريكا-لوكا جاني 6–0، 6–1                           | صوفيا كفاتسابايا                        | ألكسندرا دولغيرو يساليني بونافنتور  | أناستاسيا روداكوفا إلين بوكينز يانا بوتشينا أندريا غاميز               |
| 14 يناير 2013  | أنطاليا، تركيا ملعب ترابي $10،000 قرعة المباريات الفردية والزوجية                                                                 | لي جين-آ يو مي 6–3، 6–4                           | إلين بوكينز كيلي فيرستيج                | ألكسندرا دولغيرو يساليني بونافنتور  | أناستاسيا روداكوفا إلين بوكينز يانا بوتشينا أندريا غاميز               |
| 14 يناير 2013  | غلاسكو، المملكة المتحدة ملعب صلب (داخلي) $10،000 قرعة المباريات الفردية والزوجية                                                  | تارا مور 6–4، 6–1                                 | ميرتل جورج                              | أليسون فان يوتفانخ فيكتوريا لارير   | ليزا ويبورن إيمي بوتل لوسي براون دانييل كونوتوبيتسيفا                  |
| 14 يناير 2013  | غلاسكو، المملكة المتحدة ملعب صلب (داخلي) $10،000 قرعة المباريات الفردية والزوجية                                                  | تارا مور ميلاني ساوث 7–6(7–5)، 6–3                | آنا سميث فرانسيسكا ستيفنسون             | أليسون فان يوتفانخ فيكتوريا لارير   | ليزا ويبورن إيمي بوتل لوسي براون دانييل كونوتوبيتسيفا                  |
| 21 يناير، 2013 | أندرزيه-بوتيهون، فرنسا ملعب صلب (indoor) $25٬000 قرعة المباريات الفردية والزوجية نسخة محفوظة 2012-12-20 على موقع واي باك مشين.    | أليسون فان يوتفانخ 1–6، 4–6                       | آنا فرلجيتش                             | آنا ريموندينا يوليا بيجيلزيمير      | ريتشل هوجينكامب ألكسندرا كرونتش ميكايلا أونتشوفا إيكاترينا بيشكوفا     |
| 21 يناير، 2013 | أندرزيه-بوتيهون، فرنسا ملعب صلب (indoor) $25٬000 قرعة المباريات الفردية والزوجية نسخة محفوظة 2012-12-20 على موقع واي باك مشين.    | أمرا ساديكوفيتش آنا فرلجيتش 5–7، 5–7، [4–10]      | مارغريتا جاسباريان أولغا سافتشوك        | آنا ريموندينا يوليا بيجيلزيمير      | ريتشل هوجينكامب ألكسندرا كرونتش ميكايلا أونتشوفا إيكاترينا بيشكوفا     |
| 21 يناير، 2013 | ليما، بيرو ملعب ترابي $15٬000 قرعة المباريات الفردية والزوجية                                                                     | ماريا فرناندا ألفيس 6–2، 6–2                      | هيلدا ميلاندر                           | باتريسيا كو فلوريس فينيسا فورلانيتو | مارتينا فرانتوڤا ناتاليا روسي ساندرا روما رايان فوستر                  |
| 21 يناير، 2013 | ليما، بيرو ملعب ترابي $15٬000 قرعة المباريات الفردية والزوجية                                                                     | ماريا فرناندا ألفيس فينيسا فورلانيتو 6–1، 6–4     | باتريسيا كو فلوريس كاثرين ميراندا تشانغ | باتريسيا كو فلوريس فينيسا فورلانيتو | مارتينا فرانتوڤا ناتاليا روسي ساندرا روما رايان فوستر                  |
| 21 يناير، 2013 | شرم الشيخ، مصر ملعب صلب 10000 دولار قرعة المباريات الفردية والزوجية                                                               | ميار شريف 6–2، 2–6، 6–1                           | ألكساندرينا نايدينوفا                   | زينيا كنول ميلاني كلافنير           | ماري بينوا جوزيفا آدم فرنشيسكا بالميجيانو يكاترينا ياشينا              |
| 21 يناير، 2013 | شرم الشيخ، مصر ملعب صلب 10000 دولار قرعة المباريات الفردية والزوجية                                                               | ليدزيا ماروزافا يوجينيا باشكوفا 6–3، 6–1          | ميلاني كلافنير ميليس سيزر               | زينيا كنول ميلاني كلافنير           | ماري بينوا جوزيفا آدم فرنشيسكا بالميجيانو يكاترينا ياشينا              |
| 21 يناير، 2013 | كارست (مدينة)، ألمانيا سجاد (داخلي) 10000 دولار قرعة المباريات الفردية والزوجية                                                   | جوليا كيميلمان 6–3، 6–2                           | إيكاترينا ألكسندروفا                    | فيكتوريا غولوبيتش كاترينا فانكوفا   | كارين باربات فرانزيسكا كونيج نينا تساندر إنجا بريسلان                  |
| 21 يناير، 2013 | كارست (مدينة)، ألمانيا سجاد (داخلي) 10000 دولار قرعة المباريات الفردية والزوجية                                                   | فيكتوريا غولوبيتش جوليا كيميلمان 6–3، 4–6، [10–5] | إنجا بريسلان ياسمين ستاينهير            | فيكتوريا غولوبيتش كاترينا فانكوفا   | كارين باربات فرانزيسكا كونيج نينا تساندر إنجا بريسلان                  |
| 21 يناير، 2013 | إيلات، إسرائيل ملعب صلب $10،000 قرعة المباريات الفردية والزوجية                                                                   | آلا كودريافتسيفا 6–7(4–7)، 6–3، 6–2               | رالوكا أولارو                           | كرمن إيلونا فالنتينا إيفاخنينكو     | فيرونيكا كابشاي بيمرا أوزجن ألكسندرا أرتامونوفا أليكساندرا ساسنوفيتش   |
| 21 يناير، 2013 | إيلات، إسرائيل ملعب صلب $10،000 قرعة المباريات الفردية والزوجية                                                                   | آلا كودريافتسيفا رالوكا أولارو 6–3، 6–3           | كرمن إيلونا بيمرا أوزجن                 | كرمن إيلونا فالنتينا إيفاخنينكو     | فيرونيكا كابشاي بيمرا أوزجن ألكسندرا أرتامونوفا أليكساندرا ساسنوفيتش   |
| 21 يناير، 2013 | أنطاليا، تركيا ملعب ترابي $10،000 قرعة المباريات الفردية والزوجية                                                                 | ألكسندرا دولغيرو 6–2، 6–2                         | ريكا-لوكا ياني                          | إينيس فيرير سواريز جايا سانيسي      | يانغ زي أندريا غاميز أولغا سايز لارّا يانا بوتشينا                      |
| 21 يناير، 2013 | أنطاليا، تركيا ملعب ترابي $10،000 قرعة المباريات الفردية والزوجية                                                                 | لي جين-أ يو مي 6–3، 6–1                           | ناتاليا كوستيتش جايا سانيسي             | إينيس فيرير سواريز جايا سانيسي      | يانغ زي أندريا غاميز أولغا سايز لارّا يانا بوتشينا                      |
| 21 يناير، 2013 | برستون، المملكة المتحدة ملعب صلب (indoor) $10،000 قرعة المباريات الفردية والزوجية                                                 | تارا مور 7–6(7–2)، 6–1                            | إيمي بوتل                               | أنجيليكا موراتيللي أوسيان دودان     | سامانثا موراي شينيد لوهان ميلاني ساوث ساندرا هونيغوفا                  |
| 21 يناير، 2013 | برستون، المملكة المتحدة ملعب صلب (indoor) $10،000 قرعة المباريات الفردية والزوجية                                                 | سامانثا موراي جيد ويندلي 6–3، 3–6، [10–5]         | تارا مور ميلاني ساوث                    | أنجيليكا موراتيللي أوسيان دودان     | سامانثا موراي شينيد لوهان ميلاني ساوث ساندرا هونيغوفا                  |
| 28 يناير، 2013 | بطولة فانيسا فيليبس للسيدات إيلات، إسرائيل ملعب صلب $75،000 فردي – زوجي                                                           | يلينا سفيتولينا 6–3، 3–6، 7–5                     | مارتا سيروتكينا                         | أندريا ميتو كرمن إيلونا             | يوليا بوتنتسيفا تيريزا مردجا تيريزا سميتكوفا جوانا كونتا               |
| 28 يناير، 2013 | بطولة فانيسا فيليبس للسيدات إيلات، إسرائيل ملعب صلب $75،000 فردي – زوجي                                                           | آلا كودريافتسيفا يلينا سفيتولينا 6–1، 6–3         | كورينا دينتوني أليكساندرا ساسنوفيتش     | أندريا ميتو كرمن إيلونا             | يوليا بوتنتسيفا تيريزا مردجا تيريزا سميتكوفا جوانا كونتا               |
| 28 يناير، 2013 | ماكدونالد برني إنترناشونال برني، أستراليا ملعب صلب $25،000 فردي – زوجي                                                            | أوليفيا روجوفسكا 7–6(7–5)، 6–7(7–9)، 6–4          | مونيك أدامكزاك                          | بوجانا بوبوسيك أنيت كونتافيت        | أرينا روديونوفا آنا سافيتش سان شنجنان ساشا جونز                        |
| 28 يناير، 2013 | ماكدونالد برني إنترناشونال برني، أستراليا ملعب صلب $25،000 فردي – زوجي                                                            | شاكو أوياما إريكا سما انسحاب                      | بوجانا بوبوسيك جيسيكا مور               | بوجانا بوبوسيك أنيت كونتافيت        | أرينا روديونوفا آنا سافيتش سان شنجنان ساشا جونز                        |
| 28 يناير، 2013 | شرم الشيخ، مصر ملعب صلب $10،000 قرعة المباريات الفردية والزوجية                                                                   | لارا ميشيل 6–3، 4–6، 6–2                          | بيرنيلا مينديسوفا                       | داريا ميرونوفا أماندا كاريراس       | ألكساندرينا نايدينوفا ميليس سيزر زينيا كنول شانتال شكاملوفا            |
| 28 يناير، 2013 | شرم الشيخ، مصر ملعب صلب $10،000 قرعة المباريات الفردية والزوجية                                                                   | كاتارزينا كاوا ناتاليا كولات 1–6، 4–6             | ألكساندرينا نايدينوفا إيكاترينا ياشينا  | داريا ميرونوفا أماندا كاريراس       | ألكساندرينا نايدينوفا ميليس سيزر زينيا كنول شانتال شكاملوفا            |
| 28 يناير، 2013 | أنطاليا، تركيا ملعب ترابي $10،000 قرعة المباريات الفردية والزوجية                                                                 | لي جين-ا 5–7، 3–6                                 | يانا بوتشينا                            | هان نا-لاي جوليا ساموسيفا           | إيزابيلا شنيكوفا آنا كلارا دوارتي مونيك زور يو مي                      |
| 28 يناير، 2013 | أنطاليا، تركيا ملعب ترابي $10،000 قرعة المباريات الفردية والزوجية                                                                 | هان نا-لاي لي جين-ا 3–6، 3–6                      | إيفا فرنانديز بروجوز إيزابيلا شنيكوفا   | هان نا-لاي جوليا ساموسيفا           | إيزابيلا شنيكوفا آنا كلارا دوارتي مونيك زور يو مي                      |

### فبراير
| الأسبوع         | البطولة | الفائزات                                                       | الوصيفات                                   | المتأهلات لنصف النهائي              | المتأهلات لربع النهائي                                                      |
| --------------- | --- | -------------------------------------------------------------- | ------------------------------------------ | ----------------------------------- | --------------------------------------------------------------------------- |
| 4 فبراير 2013   | Dow Corning Tennis Classic ميدلاند، الولايات المتحدة ملعب صلب (indoor) $100،000 Singles – Doubles                               | لورين ديفيس 6–3، 2–6، 7–6(7–2)                                 | أجلا توملجانوفيتش                          | مونيكا بويغ مالوري بورديت           | آلا كودريافتسيفا جيسيكا بيجلا ميريانا لوشيتش ماريا سانشيز                   |
| 4 فبراير 2013   | Dow Corning Tennis Classic ميدلاند، الولايات المتحدة ملعب صلب (indoor) $100،000 Singles – Doubles                               | ميليندا كزينك ميريانا لوشيتش 5–7، 6–4، [10–7]                  | ماريا فرناندا ألفيس سامانثا موراي          | مونيكا بويغ مالوري بورديت           | آلا كودريافتسيفا جيسيكا بيجلا ميريانا لوشيتش ماريا سانشيز                   |
| 4 فبراير 2013   | غرونوبل، فرنسا ملعب صلب (indoor) $25،000 قرعة المباريات الفردية والزوجية نسخة محفوظة 2013-01-31 على موقع واي باك مشين.          | ساندرا زاهلافوفا 6–4، 5–7، 6–2                                 | مارينا زانيفسكا                            | جوليا جاتو مونتيكوني جوليا كيميلمان | كريستينا بليسكوفا ريناتا فوراكوفا فيديريكا دي سارا كارولينا بلسكوفا         |
| 4 فبراير 2013   | غرونوبل، فرنسا ملعب صلب (indoor) $25،000 قرعة المباريات الفردية والزوجية نسخة محفوظة 2013-01-31 على موقع واي باك مشين.          | ماريا كوندراتيفا ريناتا فوراكوفا 6–1، 6–4                      | نيكول كليريكو ليتيسيا كوستاس               | جوليا جاتو مونتيكوني جوليا كيميلمان | كريستينا بليسكوفا ريناتا فوراكوفا فيديريكا دي سارا كارولينا بلسكوفا         |
| 4 فبراير 2013   | رانتشو ميراج، الولايات المتحدة ملعب صلب $25،000 قرعة المباريات الفردية والزوجية                                                 | ساتشي إيشيزو 6–3، 7–6(7–3)                                     | جولي كوين                                  | دانكا كوفينتش ألريكك إيكري          | ليزا ويبورن تارا مور لويزا تشيريكو بيلندا بنشيتش                            |
| 4 فبراير 2013   | رانتشو ميراج، الولايات المتحدة ملعب صلب $25،000 قرعة المباريات الفردية والزوجية                                                 | تارا مور ميلاني ساوث 4–6، 6–2، [12–10]                         | يان أبازا لويزا تشيريكو                    | دانكا كوفينتش ألريكك إيكري          | ليزا ويبورن تارا مور لويزا تشيريكو بيلندا بنشيتش                            |
| 4 فبراير 2013   | لاونسستون، أستراليا ملعب صلب $25،000 قرعة المباريات الفردية والزوجية نسخة محفوظة 2013-01-30 على موقع واي باك مشين.              | ستورم ساندرز 6–4، 6–4                                          | شاكو أوياما                                | كسينيا ليكينا ساشا جونز             | أوليفيا روجوفسكا ستيفاني فوجت فيكتوريا راجيسيك شانيل سيموندز                |
| 4 فبراير 2013   | لاونسستون، أستراليا ملعب صلب $25،000 قرعة المباريات الفردية والزوجية نسخة محفوظة 2013-01-30 على موقع واي باك مشين.              | كسينيا ليكينا إميلي ويبلي سميث 7–5، 6–3                        | آلي كيك إيرين روتليف                       | كسينيا ليكينا ساشا جونز             | أوليفيا روجوفسكا ستيفاني فوجت فيكتوريا راجيسيك شانيل سيموندز                |
| 4 فبراير 2013   | شرم الشيخ، مصر ملعب صلب $10،000 قرعة المباريات الفردية والزوجية                                                                 | لارا ميشيل 6–4، 3–6، 6–4                                       | دوروتيجا إريك                              | ديسبينا باباميتشايل مارينا شامايكو  | بولينا فينوجرادوفا باتريسيا ماريا تيغ باربارا هاس برنيلا مينديسوفا          |
| 4 فبراير 2013   | شرم الشيخ، مصر ملعب صلب $10،000 قرعة المباريات الفردية والزوجية                                                                 | دوروتيجا إريك باربارا هاس 6–2، 7–5                             | مارتينا كوبيككوفا شانتال شكاملوفا          | ديسبينا باباميتشايل مارينا شامايكو  | بولينا فينوجرادوفا باتريسيا ماريا تيغ باربارا هاس برنيلا مينديسوفا          |
| 4 فبراير 2013   | أنطاليا، تركيا ملعب ترابي $10،000 قرعة المباريات الفردية والزوجية                                                               | لورا-إيوانا أندري 6–2، 4–6، 6–2                                | إيفا فرنانديز بروجوز                       | مانا أيوكاوا أولغا سايز لارّا        | تمارا بيزوكوفا آنا كلارا دوارتي يانغ زي غايا سانيسي                         |
| 4 فبراير 2013   | أنطاليا، تركيا ملعب ترابي $10،000 قرعة المباريات الفردية والزوجية                                                               | جوليا بروزوني مارتينا كارغارو 6–3، 1–6، [10–6]                 | آنا بوغدان تيودورا ميرسك                   | مانا أيوكاوا أولغا سايز لارّا        | تمارا بيزوكوفا آنا كلارا دوارتي يانغ زي غايا سانيسي                         |
| 11 فبراير، 2013 | رانشو سانتا في، الولايات المتحدة ملعب صلب $25،000 قرعة المباريات الفردية والزوجية نسخة محفوظة 2013-02-03 على موقع واي باك مشين. | ماديسون برينجل 6–1، 6–4                                        | نيكول غيبس                                 | إليتسا كوستوفا تتيانا أريفيفا       | تارا مور ساناز ماراند كاترينا فانكوفا إيرينا خروماتشيفا                     |
| 11 فبراير، 2013 | رانشو سانتا في، الولايات المتحدة ملعب صلب $25،000 قرعة المباريات الفردية والزوجية نسخة محفوظة 2013-02-03 على موقع واي باك مشين. | آسيا محمد آلي ويل 6–1، 6–4                                     | أناميكا بارغافا ماكال هاركينز              | إليتسا كوستوفا تتيانا أريفيفا       | تارا مور ساناز ماراند كاترينا فانكوفا إيرينا خروماتشيفا                     |
| 11 فبراير، 2013 | لايمن، ألمانيا ملعب صلب (indoor) $10،000 قرعة المباريات الفردية والزوجية                                                        | جوليا كيميلمان 6–4، 6–3                                        | بيمرا أوزجن                                | يكاترينا ألكسندروفا لورا سيجموند    | تيس سوجنو أكفيل باراجينسكيت كورينا بيركوفيتش أنطونيا لوتنير                 |
| 11 فبراير، 2013 | لايمن، ألمانيا ملعب صلب (indoor) $10،000 قرعة المباريات الفردية والزوجية                                                        | كارولين دانيلز لورا سيجموند 6–1، 6–4                           | أنطونيا لوتنير داريا سالنيكوفا             | يكاترينا ألكسندروفا لورا سيجموند    | تيس سوجنو أكفيل باراجينسكيت كورينا بيركوفيتش أنطونيا لوتنير                 |
| 11 فبراير، 2013 | لينشوبينغ، السويد ملعب صلب (indoor) $10،000 قرعة المباريات الفردية والزوجية                                                     | أنجيليكا موراتيلي 7–6(7–5)، 6–1                                | مالين أولفيفيلت                            | ريبيكا بيترسون آنا كلاسن            | داريا شولزانوك دانييل كونوتوبتسيفا آنا سميث مارتين ديتليف                   |
| 11 فبراير، 2013 | لينشوبينغ، السويد ملعب صلب (indoor) $10،000 قرعة المباريات الفردية والزوجية                                                     | آنا كاتالينا الزاتي إسمورزايفا داريا شولزانوك 4–6، 6–2، [10–4] | لويز برونسكوغ فاندا لوكاش                  | ريبيكا بيترسون آنا كلاسن            | داريا شولزانوك دانييل كونوتوبتسيفا آنا سميث مارتين ديتليف                   |
| 11 فبراير، 2013 | شرم الشيخ، مصر ملعب صلب $10،000 قرعة المباريات الفردية والزوجية                                                                 | مارينا شامايكو 4–6، 6–3، 6–3                                   | باربارا هاس                                | مارتينا كوبيتشكوفا ايبك سويلو       | جوستين دي سوتير بولينا فينوغرادوفا إيفا ميكوفيتش بيرنيلا مينديسوفا          |
| 11 فبراير، 2013 | شرم الشيخ، مصر ملعب صلب $10،000 قرعة المباريات الفردية والزوجية                                                                 | ديسبينا باباميتشايل أليس سافوريتى 6–3، 6–4                     | إلينا-تيودورا كادار باتريسيا ماريا تيغ     | مارتينا كوبيتشكوفا ايبك سويلو       | جوستين دي سوتير بولينا فينوغرادوفا إيفا ميكوفيتش بيرنيلا مينديسوفا          |
| 11 فبراير، 2013 | أنطاليا، تركيا ملعب ترابي 10،000 دولار قرعة المباريات الفردية والزوجية                                                          | يوفانا ياكشيتش 5–2، منسحب                                      | جاسمينا تينجيتش                            | بيانكا هينكو لورا-إيونا أندري       | رالوكا إلينا بلاتون صوفيا كفاتسابايا نادييا كولب بيا كونينغ                 |
| 11 فبراير، 2013 | أنطاليا، تركيا ملعب ترابي 10،000 دولار قرعة المباريات الفردية والزوجية                                                          | تيودورا ميرسك رالوكا إلينا بلاتون 1–6، 4–5، منسحب              | إيكاترين جورجودزي صوفيا كفاتسابايا         | بيانكا هينكو لورا-إيونا أندري       | رالوكا إلينا بلاتون صوفيا كفاتسابايا نادييا كولب بيا كونينغ                 |
| 18 فبراير 2013  | ميلدورا، أستراليا عشب 25٬000 $ قرعة المباريات الفردية والزوجية نسخة محفوظة 2013-02-02 على موقع واي باك مشين.                    | كسينيا ليكينا 7–6(7–3)، 6–3                                    | أزرا هاجيتش                                | ريسا أوزاكي يوريكا سما              | Zhu Lin بوجانا بوبوسيك ماري تاناكا فيكتوريا راجيسيك                         |
| 18 فبراير 2013  | ميلدورا، أستراليا عشب 25٬000 $ قرعة المباريات الفردية والزوجية نسخة محفوظة 2013-02-02 على موقع واي باك مشين.                    | كسينيا ليكينا يوريكا سما 6–4، 6–2                              | بوجانا بوبوسيك إميلي ويبلي سميث            | ريسا أوزاكي يوريكا سما              | Zhu Lin بوجانا بوبوسيك ماري تاناكا فيكتوريا راجيسيك                         |
| 18 فبراير 2013  | مظفرنجار، الهند عشب 25٬000 $ قرعة المباريات الفردية والزوجية نسخة محفوظة 2013-02-02 على موقع واي باك مشين.                      | ميلاني كلافنير 6–2، 6–0                                        | فيرونيكا كابشاي                            | تادجا ماجريتش نوبون ليرتشيواكارن    | نيشا ليرتبيتاكسينتشاي ألكساندرينا نايدينوفا بينجتارن بليبويتش بريرنا بامبري |
| 18 فبراير 2013  | مظفرنجار، الهند عشب 25٬000 $ قرعة المباريات الفردية والزوجية نسخة محفوظة 2013-02-02 على موقع واي باك مشين.                      | نيشا ليرتبيتاكسينتشاي بينجتارن بليبويتش 3–6، 6–4، [10–8]       | جوستينا ججيولكا فيرونيكا كابشاي            | تادجا ماجريتش نوبون ليرتشيواكارن    | نيشا ليرتبيتاكسينتشاي ألكساندرينا نايدينوفا بينجتارن بليبويتش بريرنا بامبري |
| 18 فبراير 2013  | موسكو، روسيا ملعب صلب (داخلي) 25،000 دولار قرعة المباريات الفردية والزوجية                                                      | مارينا زانيفسكا 6–4، 7–6(7–5)                                  | صوفيا شاباتافا                             | تاتيانا كوتلنيسوفا آنا لينا فريدسام | فاليريا سولوفيا تيريزا سميتكوفا يوليا كالابينا مايا كاتسيتادزي              |
| 18 فبراير 2013  | موسكو، روسيا ملعب صلب (داخلي) 25،000 دولار قرعة المباريات الفردية والزوجية                                                      | مارغريتا جاسباريان بولينا مونوفا 6–4، 2–6، [10–5]              | فاليريا سولوفيا مارينا زانيفسكا            | تاتيانا كوتلنيسوفا آنا لينا فريدسام | فاليريا سولوفيا تيريزا سميتكوفا يوليا كالابينا مايا كاتسيتادزي              |
| 18 فبراير 2013  | سوربرايز، الولايات المتحدة ملعب صلب 25،000 دولار قرعة المباريات الفردية والزوجية نسخة محفوظة 2013-03-01 على موقع واي باك مشين.  | تارا مور 6–3، 6–1                                              | لويزا تشيريكو                              | جارميلا جاجدوسوفا إيرينا بافلوفيتش  | أليز ليم ساتشيا فيكري ماديسون برينجل آنا فرلجيتش                            |
| 18 فبراير 2013  | سوربرايز، الولايات المتحدة ملعب صلب 25،000 دولار قرعة المباريات الفردية والزوجية نسخة محفوظة 2013-03-01 على موقع واي باك مشين.  | سامانثا كراوفورد ساتشيا فيكري 6–3، 3–6، [10–7]                 | إميلي جي. هارمان شو يفيان                  | جارميلا جاجدوسوفا إيرينا بافلوفيتش  | أليز ليم ساتشيا فيكري ماديسون برينجل آنا فرلجيتش                            |
| 18 فبراير 2013  | شرم الشيخ، مصر ملعب صلب $10،000 قرعة المباريات الفردية والزوجية                                                                 | بولينا فينوغرادوفا 6–2، 6–7(7–9)، 6–2                          | كلوثيلد دي برناردي                         | لي بيشي أدريانا ليكاج               | إيلينا-تيودورا كادار باربارا هاس ايبك سويلو فينيسا فورلانيتو                |
| 18 فبراير 2013  | شرم الشيخ، مصر ملعب صلب $10،000 قرعة المباريات الفردية والزوجية                                                                 | إنجا بريسلان ياسمين ستاينهير 3–6، 6–2، [10–4]                  | كلوثيلد دي برناردي كلوي باكيوت             | لي بيشي أدريانا ليكاج               | إيلينا-تيودورا كادار باربارا هاس ايبك سويلو فينيسا فورلانيتو                |
| 18 فبراير 2013  | مشكون، فرنسا ملعب صلب (داخلي) $10،000 قرعة المباريات الفردية والزوجية                                                           | أنطونيا لوتنير 7–5، 7–5                                        | آنا ريموندينا                              | يساليني بونافنتور أودري ألبي        | ديانا مارسنكفيتشا كيني ليسن غايل ديسبريير شيرازاد بنامار                    |
| 18 فبراير 2013  | مشكون، فرنسا ملعب صلب (داخلي) $10،000 قرعة المباريات الفردية والزوجية                                                           | أنطونيا لوتنير داريا سالنيكوفا 6–4، 5–7، [10–7]                | فرانشيسكا بالمجيانو آنا ريموندينا          | يساليني بونافنتور أودري ألبي        | ديانا مارسنكفيتشا كيني ليسن غايل ديسبريير شيرازاد بنامار                    |
| 18 فبراير 2013  | شيمكنت، كازاخستان ملعب صلب (indoor) $10،000 قرعة المباريات الفردية والزوجية                                                     | كسينيا ألكان 7–6(7–3)، 7–6(7–3)                                | سابينا شاريبوفا                            | كارينا إسيايان إيما هايمان          | فلاديسلافا زانوسيينكو أسيا داير فلادا إكشيباروفا ألكساندرا جرينشيشينا       |
| 18 فبراير 2013  | شيمكنت، كازاخستان ملعب صلب (indoor) $10،000 قرعة المباريات الفردية والزوجية                                                     | ديانا بوجولي ألينا تاراسوفا 6–4، 1–6، [10–4]                   | كاميلا كريمبيفا سابينا شاريبوفا            | كارينا إسيايان إيما هايمان          | فلاديسلافا زانوسيينكو أسيا داير فلادا إكشيباروفا ألكساندرا جرينشيشينا       |
| 18 فبراير 2013  | مايوركا، إسبانيا ملعب ترابي $10،000 قرعة المباريات الفردية والزوجية                                                             | أنستازيا جريمالسكا 6–2، 7–6(7–2)                               | إيفون كافالي ريميرس                        | يانا بوتشينا إيفا فرنانديز بروجوز   | سارا سوريبس تورمو ريكا-لوكا ياني يانا سيزيكوفا جوليا سوساريلو               |
| 18 فبراير 2013  | مايوركا، إسبانيا ملعب ترابي $10،000 قرعة المباريات الفردية والزوجية                                                             | ليتيسيا كوستاس ريكا-لوكا ياني 6–3، 6–2                         | أنستازيا جريمالسكا يانا سيزيكوفا           | يانا بوتشينا إيفا فرنانديز بروجوز   | سارا سوريبس تورمو ريكا-لوكا ياني يانا سيزيكوفا جوليا سوساريلو               |
| 18 فبراير 2013  | هلسينغبورغ، السويد Carpet (indoor) $10،000 قرعة المباريات الفردية والزوجية                                                      | يلينا أوستابنكو 6–2، 7–6(7–3)                                  | إلين ألجروين                               | أليس بالدوتشي كارين باربات          | أنجيليكا موراتيلي كيم جراجديك كارينا جاكوبسجارد أنا سميث                    |
| 18 فبراير 2013  | هلسينغبورغ، السويد Carpet (indoor) $10،000 قرعة المباريات الفردية والزوجية                                                      | إلين ألجروين يلينا أوستابنكو 6–2، 6–7(4–7)، [10–7]             | كورنيليا ليستر ليسان فان ريت               | أليس بالدوتشي كارين باربات          | أنجيليكا موراتيلي كيم جراجديك كارينا جاكوبسجارد أنا سميث                    |
| 18 فبراير 2013  | كروزلينغن (سويسرا)، سويسرا Carpet (indoor) $10،000 قرعة المباريات الفردية والزوجية                                              | إيكاترينا ألكسندروفا 6–4، 6–3                                  | تيميا باشينسكي                             | تايسييا موردرغر كاثينكا فون ديكمان  | زينيا كنول لارا ميشيل كارين كينيل بترا كرجسوفا                              |
| 18 فبراير 2013  | كروزلينغن (سويسرا)، سويسرا Carpet (indoor) $10،000 قرعة المباريات الفردية والزوجية                                              | تيميا باشينسكي زينيا كنول 6–3، 6–2                             | ميتا ميزاك سيلفيا نجيريتش                  | تايسييا موردرغر كاثينكا فون ديكمان  | زينيا كنول لارا ميشيل كارين كينيل بترا كرجسوفا                              |
| 18 فبراير 2013  | أنطاليا، تركيا ملعب ترابي $10،000 قرعة المباريات الفردية والزوجية                                                               | يوفانا ياكشيتش 6–2، 7–5                                        | إيوانا دوكو                                | كريستينا إيني تشانغ كيلين           | آنه شيفر بترا أوبيرالوفا بيانكا هينكو جويا باربييري                         |
| 18 فبراير 2013  | أنطاليا، تركيا ملعب ترابي $10،000 قرعة المباريات الفردية والزوجية                                                               | أغنيس بوكيتا فيفيان يوهسازوفا 6–1، 2–6، [10–6]                 | إيوانا دوكو كريستينا إيني                  | كريستينا إيني تشانغ كيلين           | آنه شيفر بترا أوبيرالوفا بيانكا هينكو جويا باربييري                         |
| 25 فبراير، 2013 | طريق الطبيعة سيدني تنس الدولية سيدني، أستراليا ملعب صلب $10،000 فردي – زوجي                                                     | وانغ يافان 6–2، 6–0                                            | ميسا إجوشي                                 | تشو لين أزرا هاجيتش                 | تشياكي أوكاداوي إري هوزمي أليسون باي ميابي إينووي                           |
| 25 فبراير، 2013 | طريق الطبيعة سيدني تنس الدولية سيدني، أستراليا ملعب صلب $10،000 فردي – زوجي                                                     | ميسا إجوشي ماري تاناكا 4–6، 7–5، [10–8]                        | تمارا تشروفيتش وانغ يافان                  | تشو لين أزرا هاجيتش                 | تشياكي أوكاداوي إري هوزمي أليسون باي ميابي إينووي                           |
| 25 فبراير، 2013 | شرم الشيخ، مصر ملعب صلب $10،000 قرعة المباريات الفردية والزوجية                                                                 | أدريجانا ليكاج 4–6، 7–6(10–8)، 6–1                             | فينيسا فورلانيتو                           | إلكا تشورجي أنهيلينا كالينينا       | آنا فيسيلينوفيتش كلوي باكيوت إلينا-تيودورا كادار كلوتيلد دي برناردي         |
| 25 فبراير، 2013 | شرم الشيخ، مصر ملعب صلب $10،000 قرعة المباريات الفردية والزوجية                                                                 | إلكا تشورجي زارا رازافيمهاتراترا 7–5، 6–3                      | نايومي برودي آنا فيسيلينوفيتش              | إلكا تشورجي أنهيلينا كالينينا       | آنا فيسيلينوفيتش كلوي باكيوت إلينا-تيودورا كادار كلوتيلد دي برناردي         |
| 25 فبراير، 2013 | برون (فرنسا)، فرنسا ملعب صلب (داخلي) $10،000 قرعة المباريات الفردية والزوجية                                                    | مارينا زانيفسكا 2–6، 1–6                                       | يساليني بونافنتور                          | أناستاسيا فاسيليفا إيزابيلا شنيكوفا | كونستانس سيبيل ألينا سيليش فيديريكا دي سارا أليسون فان يوتفانخ              |
| 25 فبراير، 2013 | برون (فرنسا)، فرنسا ملعب صلب (داخلي) $10،000 قرعة المباريات الفردية والزوجية                                                    | شيرازاد بن عمر بولين باييه 5–7، 5–7                            | داريا سالنيكوفا ألينا سيليش                | أناستاسيا فاسيليفا إيزابيلا شنيكوفا | كونستانس سيبيل ألينا سيليش فيديريكا دي سارا أليسون فان يوتفانخ              |
| 25 فبراير، 2013 | نتانيا، إسرائيل ملعب صلب $10،000 قرعة المباريات الفردية والزوجية                                                                | ناتيلا دزالاميدزه 4–6، 3–6                                     | بولينا ليكينا                              | ماريا سكاري أماندين هيس             | كيرين شلومو أمينات كوشكوفا دينيز خزانيك ألكسندرا كوراشفيلي                  |
| 25 فبراير، 2013 | نتانيا، إسرائيل ملعب صلب $10،000 قرعة المباريات الفردية والزوجية                                                                | ألكسندرا كوراشفيلي بولينا ليكينا 4–6، 2–6                      | ناتيلا دزالاميدزه أمينات كوشكوفا           | ماريا سكاري أماندين هيس             | كيرين شلومو أمينات كوشكوفا دينيز خزانيك ألكسندرا كوراشفيلي                  |
| 25 فبراير، 2013 | شيمكنت، كازاخستان ملعب صلب (indoor) $10،000 قرعة المباريات الفردية والزوجية                                                     | إيكاترينا ياشينا 3–6، 6–4، 2–6                                 | كسينيا ألكان                               | ناديزدا جورباتشكوفا فلادا إكشيبروفا | يانغ يي ألينا تاراسوفا آنا سمولينا كارينا إيسايان                           |
| 25 فبراير، 2013 | شيمكنت، كازاخستان ملعب صلب (indoor) $10،000 قرعة المباريات الفردية والزوجية                                                     | كاميلا كيريمباييفا يانغ يي 6–1، 4–6، [10–4]                    | داريا بيريجيانايا فلاديسلافا زانوسييينكو   | ناديزدا جورباتشكوفا فلادا إكشيبروفا | يانغ يي ألينا تاراسوفا آنا سمولينا كارينا إيسايان                           |
| 25 فبراير، 2013 | مايوركا، إسبانيا ملعب ترابي $10،000 قرعة المباريات الفردية والزوجية                                                             | ديناه بفيزينماير 6–4، 4–6، 7–5                                 | أناستازيا جريمالسكا                        | أماندا كاريراس ريكا-لوسا جاني       | يانا بوتشينا لينا-ماري هوفمان ليتيسيا كوستاس أناليزا بونا                   |
| 25 فبراير، 2013 | مايوركا، إسبانيا ملعب ترابي $10،000 قرعة المباريات الفردية والزوجية                                                             | ليتيسيا كوستاس ريكا-لوكا ياني 6–2، 6–1                         | لوسيا سيرفيرا فاسكيز كارولينا براتس ميليان | أماندا كاريراس ريكا-لوسا جاني       | يانا بوتشينا لينا-ماري هوفمان ليتيسيا كوستاس أناليزا بونا                   |
| 25 فبراير، 2013 | أنطاليا، تركيا ملعب ترابي 10،000$ قرعة المباريات الفردية والزوجية                                                               | رالوكا أولارو 6–3، 7–5                                         | يوڤانا ياكشيتش                             | باربورا كرجتشيكوفا تينا لوكاس       | فيفيين يوهاتسوفا لينكا جريكوفا ڤاليريا سترخوڤا آنه شيفر                     |
| 25 فبراير، 2013 | أنطاليا، تركيا ملعب ترابي 10،000$ قرعة المباريات الفردية والزوجية                                                               | جويا باربييري آنه شيفر 4–6، 6–3، [10–4]                        | لينكا جريكوفا شانتال شكاملوفا              | باربورا كرجتشيكوفا تينا لوكاس       | فيفيين يوهاتسوفا لينكا جريكوفا ڤاليريا سترخوڤا آنه شيفر                     |

### مارس
| الأسبوع       | البطولة | الفائزات                                                  | الوصيفات                                 | المتأهلات لنصف النهائي                | المتأهلات لربع النهائي                                                     |
| ------------- | --- | --------------------------------------------------------- | ---------------------------------------- | ------------------------------------- | -------------------------------------------------------------------------- |
| 4 مارس، 2013  | إيرابواتو، المكسيك ملعب صلب $25،000 قرعة المباريات الفردية والزوجية                                                         | ألكسندرا كرونتش 7–6(7–4)، 6–4                             | أولغا سافتشوك                            | كاتارزينا بيتر أمرا ساديكوفيتش        | آن كيوثافونج ماريا فرناندا ألفاريز تيران ستيفاني دوبوا بولينا بيخوفا       |
| 4 مارس، 2013  | إيرابواتو، المكسيك ملعب صلب $25،000 قرعة المباريات الفردية والزوجية                                                         | آلا كودريافتسيفا أولغا سافتشوك 4–6، 6–2، [10–6]           | ألكسندرا كرونتش أمرا ساديكوفيتش          | كاتارزينا بيتر أمرا ساديكوفيتش        | آن كيوثافونج ماريا فرناندا ألفاريز تيران ستيفاني دوبوا بولينا بيخوفا       |
| 4 مارس، 2013  | سيدني، أستراليا ملعب صلب $10،000 قرعة المباريات الفردية والزوجية                                                            | فيكتوريا راجيسيك 5–7، 6–3، 6–2                            | جيسيكا مور                               | كاوري أونيشي أزرا هاجيتش              | تمارا تشروفيتش لي سو را هاروكا كاجي جانغ سو جونج                           |
| 4 مارس، 2013  | سيدني، أستراليا ملعب صلب $10،000 قرعة المباريات الفردية والزوجية                                                            | أليسون باي تايرا كالدروود 7–6(7–3)، 6–4                   | أنيا دوكيتش جيسيكا مور                   | كاوري أونيشي أزرا هاجيتش              | تمارا تشروفيتش لي سو را هاروكا كاجي جانغ سو جونج                           |
| 4 مارس، 2013  | شرم الشيخ، مصر ملعب صلب $10،000 قرعة المباريات الفردية والزوجية                                                             | داريا ميرونوفا 7–6(7–2)، 2–6، 7–6(7–4)                    | نايومي برودي                             | باشاك إرايدن ألكسندرا أرتامونوفا      | فينيسا فورلانيتو ميليس سيزر إيلكا تشوريجي مانو أركانجيولي                  |
| 4 مارس، 2013  | شرم الشيخ، مصر ملعب صلب $10،000 قرعة المباريات الفردية والزوجية                                                             | إيلكا تشوريجي زارا رازافيمهاتراترا 6–3، 6–4               | ألكسندرا أرتامونوفا داريا ليبيشيفا       | باشاك إرايدن ألكسندرا أرتامونوفا      | فينيسا فورلانيتو ميليس سيزر إيلكا تشوريجي مانو أركانجيولي                  |
| 4 مارس، 2013  | أميان، فرنسا ملعب ترابي (داخلي) $10،000 قرعة المباريات الفردية والزوجية                                                     | فيرجيني رازانو 6–1، 6–0                                   | أليكس كولومبون                           | جراسيا رادوفانوفيتش سيلين جيسكير      | ماري بينوا بيرنيس فان دي فيلدي لينا-ماري هوفمان إيما ميكولسيتش             |
| 4 مارس، 2013  | أميان، فرنسا ملعب ترابي (داخلي) $10،000 قرعة المباريات الفردية والزوجية                                                     | لينا-ماري هوفمان إيزابيلا شنيكوفا 7–6(7–5)، 6–1           | بيرنيس فان دي فيلدي كيلي فيرستيج         | جراسيا رادوفانوفيتش سيلين جيسكير      | ماري بينوا بيرنيس فان دي فيلدي لينا-ماري هوفمان إيما ميكولسيتش             |
| 4 مارس، 2013  | نتانيا، إسرائيل ملعب صلب $10،000 قرعة المباريات الفردية والزوجية                                                            | أليكساندرا ساسنوفيتش 6–2، 7–5                             | أماندين هيس                              | دينيز خزانيك بولينا مونوفا            | لو جياجينغ اليسي ميرتنز أرابيلا فرنانديث رابنير إيرينا رامياليسون          |
| 4 مارس، 2013  | نتانيا، إسرائيل ملعب صلب $10،000 قرعة المباريات الفردية والزوجية                                                            | بولينا ليكينا أليكساندرا ساسنوفيتش 2–6، 7–6(7–4)، [10–8]  | ناتيلا دزالاميدزه أمينات كوشخوفا         | دينيز خزانيك بولينا مونوفا            | لو جياجينغ اليسي ميرتنز أرابيلا فرنانديث رابنير إيرينا رامياليسون          |
| 4 مارس، 2013  | فراونفيلد (سويسرا)، سويسرا سجاد (داخلي) $10،000 قرعة المباريات الفردية والزوجية                                             | كاترينا سينياكوفا 6–3، 4–6، 6–4                           | كاثينكا فون ديكمان                       | بترا روهانوڤا كارين كينيل             | أولغا دوروشينا كيارا غريم بيانكا كوتش تاييسيا موردير                       |
| 4 مارس، 2013  | فراونفيلد (سويسرا)، سويسرا سجاد (داخلي) $10،000 قرعة المباريات الفردية والزوجية                                             | كاثينكا فون ديكمان نينا ستادلر 6–3، 6–4                   | تاييسيا موردير يانا موردير               | بترا روهانوڤا كارين كينيل             | أولغا دوروشينا كيارا غريم بيانكا كوتش تاييسيا موردير                       |
| 4 مارس، 2013  | أنطاليا، تركيا ملعب ترابي $10،000 قرعة المباريات الفردية والزوجية                                                           | بيانكا هينكو 5–2، انسحاب                                  | فيفيان جوهاسوفا                          | أنيي س بوك ت ا باربورا كرجتشيكوفا     | لينكا جريكوفا تشيهيرو نونوم شانتال شكاملوفا ديانا بوزيان                   |
| 4 مارس، 2013  | أنطاليا، تركيا ملعب ترابي $10،000 قرعة المباريات الفردية والزوجية                                                           | جويا باربييري نيكول ميليشار 7–6(7–2)، 6–4                 | أنيي س بوك ت ا فيفيان جوهاسوفا           | أنيي س بوك ت ا باربورا كرجتشيكوفا     | لينكا جريكوفا تشيهيرو نونوم شانتال شكاملوفا ديانا بوزيان                   |
| 4 مارس، 2013  | ساتون، المملكة المتحدة ملعب صلب (داخلي) $10،000 قرعة المباريات الفردية والزوجية                                             | ستيفاني فوجت 3–6، 6–4، 6–3                                | كارينا ويثوفت                            | أندي دي فرومي بيمرا أوزجن             | كاثارينا لينرت مارينا ميلنيكوفا سفياتلانا بيرازينكا أنجيليكا موراتيلي      |
| 4 مارس، 2013  | ساتون، المملكة المتحدة ملعب صلب (داخلي) $10،000 قرعة المباريات الفردية والزوجية                                             | آنا فيتزباتريك جيد ويندلي 4–6، 7–6(7–4)، [12–10]          | مارتينا بوريككا بترا كرجسوفا             | أندي دي فرومي بيمرا أوزجن             | كاثارينا لينرت مارينا ميلنيكوفا سفياتلانا بيرازينكا أنجيليكا موراتيلي      |
| 4 مارس، 2013  | غينزفيل، الولايات المتحدة ملعب ترابي $10،000 قرعة المباريات الفردية والزوجية                                                | آلي كيك 7–5، 6–1                                          | كاتيرينا كرامبيروفا                      | ألكسندرا مولر فيكتوريا توموفا         | ديا إفتيموفا أندريا بينيتيز ميا هورفيت ماريا شيشكينا                       |
| 4 مارس، 2013  | غينزفيل، الولايات المتحدة ملعب ترابي $10،000 قرعة المباريات الفردية والزوجية                                                | ليندسي زيغنبيرغ نويل هيكي 6–3، 6–4                        | يان أبازا نيكول روبنسون                  | ألكسندرا مولر فيكتوريا توموفا         | ديا إفتيموفا أندريا بينيتيز ميا هورفيت ماريا شيشكينا                       |
| 11 مارس 2013  | باث، المملكة المتحدة ملعب صلب (داخلي) $15٬000 قرعة المباريات الفردية والزوجية                                               | ستيفاني فوجت 7–6(7–3)، 6–3                                | أن صوفي ميستاتش                          | تيريزا سميتكوفا كريستينا بارويس       | ساندرا زاهلافوفا كارينا ويثوفت لورا إيوانا أندري ألكسندرا ستيفنسون         |
| 11 مارس 2013  | باث، المملكة المتحدة ملعب صلب (داخلي) $15٬000 قرعة المباريات الفردية والزوجية                                               | نيكولا جوير ليزا ويبورن 6–3، 6–4                          | فيكتوريا غولوبيتش جوليا كيميلمان         | تيريزا سميتكوفا كريستينا بارويس       | ساندرا زاهلافوفا كارينا ويثوفت لورا إيوانا أندري ألكسندرا ستيفنسون         |
| 11 مارس 2013  | شرم الشيخ، مصر ملعب صلب $10٬000 قرعة المباريات الفردية والزوجية                                                             | داريا ليبيشيفا 6–7(5–7)، 6–3، 6–0                         | ليسان فان ريت                            | زارة رزافيمهتراترا ميليس سيزر         | داريا ميرونوفا كلوتيلد دي برناردي فرانتزيسكا كونيغ مادارا سترومي           |
| 11 مارس 2013  | شرم الشيخ، مصر ملعب صلب $10٬000 قرعة المباريات الفردية والزوجية                                                             | فرانتزيسكا كونيغ سارة-ريبيكا سيكوليتش انسحاب              | ستانيسلافا هروزنسكا الينا بولتينوفا      | زارة رزافيمهتراترا ميليس سيزر         | داريا ميرونوفا كلوتيلد دي برناردي فرانتزيسكا كونيغ مادارا سترومي           |
| 11 مارس 2013  | لو هافر، فرنسا ملعب ترابي (داخلي) $10،000 قرعة المباريات الفردية والزوجية                                                   | داريا سالنيكوفا 6–4، 4–6، 6–2                             | جوليا بايروني                            | دانييلا سيغيل إيزابيلا شنيكوفا        | سيندي برغر فرانتشيسكا بالمجيانو ديانا رايكوفيتش شيرازاد بن عمار            |
| 11 مارس 2013  | لو هافر، فرنسا ملعب ترابي (داخلي) $10،000 قرعة المباريات الفردية والزوجية                                                   | إستيل كاسينو إيزابيلا شنيكوفا 0–6، 7–5، [10–5]            | ديانا رايكوفيتش لورا شايدر               | دانييلا سيغيل إيزابيلا شنيكوفا        | سيندي برغر فرانتشيسكا بالمجيانو ديانا رايكوفيتش شيرازاد بن عمار            |
| 11 مارس 2013  | حيدر أباد، الهند ملعب صلب $10،000 قرعة المباريات الفردية والزوجية                                                           | باربارا لوز 4–6، 7–6(7–5)، 7–6(7–3)                       | أنكيتا راينا                             | ريشيكا سانكارا فرنيا وونجتينتشاي      | بوفانا كالفا نيدهى تشيلومولا برارتانا ثومبارى بررنا بامبرى                 |
| 11 مارس 2013  | حيدر أباد، الهند ملعب صلب $10،000 قرعة المباريات الفردية والزوجية                                                           | شرمادا بالو سوجانيا بافيستيتي 7–5، 5–7، [10–8]            | ميكاييلا فرليكا تريزا ماليكوفا           | ريشيكا سانكارا فرنيا وونجتينتشاي      | بوفانا كالفا نيدهى تشيلومولا برارتانا ثومبارى بررنا بامبرى                 |
| 11 مارس 2013  | نتانيا، إسرائيل ملعب صلب $10،000 قرعة المباريات الفردية والزوجية                                                            | أليكساندرا ساسنوفيتش 6–3، 3–6، 6–4                        | بولينا فينوجرادوفا                       | إيرينا رامياليسون بولينا ليكينا       | لو جياجينغ كاترينا تور لو جياشيانغ بولينا مونوفا                           |
| 11 مارس 2013  | نتانيا، إسرائيل ملعب صلب $10،000 قرعة المباريات الفردية والزوجية                                                            | بولينا مونوفا أليكساندرا ساسنوفيتش 6–1، 6–2               | لو جياجينغ لو جياشيانغ                   | إيرينا رامياليسون بولينا ليكينا       | لو جياجينغ كاترينا تور لو جياشيانغ بولينا مونوفا                           |
| 11 مارس 2013  | ميتبك، المكسيك ملعب صلب $10،000 قرعة المباريات الفردية والزوجية                                                             | مارسيلا زكرياس 6–1، 6–1                                   | نيكول روتمان                             | آنا صوفيا سانشيز سيسيليا كوستا ميلغار | باريس تود أليونا سوتنيكوفا لينكا وينروفا ماكال هاركينز                     |
| 11 مارس 2013  | ميتبك، المكسيك ملعب صلب $10،000 قرعة المباريات الفردية والزوجية                                                             | ماكال هاركينز نيكول روتمان 6–3، 6–2                       | لورا بيجوسي مارسيلا زكرياس               | آنا صوفيا سانشيز سيسيليا كوستا ميلغار | باريس تود أليونا سوتنيكوفا لينكا وينروفا ماكال هاركينز                     |
| 11 مارس 2013  | مدريد، إسبانيا ملعب ترابي $10،000 قرعة المباريات الفردية والزوجية                                                           | ريكا-لوكا ياني 6–1، 6–0                                   | صوفيا كوفاليتس                           | ألكساندرينا نايدينوفا أناليزا بونا    | لوثيا سيرفيرا فاسكيز ديسبينا باباميتشايل مارينا كاتشار مارينا شامايكو      |
| 11 مارس 2013  | مدريد، إسبانيا ملعب ترابي $10،000 قرعة المباريات الفردية والزوجية                                                           | يوجينيا باشكوفا يانا سيزيكوفا 3–6، 6–3، [10–5]            | جايا سانيسي جوليا سوساريلو               | ألكساندرينا نايدينوفا أناليزا بونا    | لوثيا سيرفيرا فاسكيز ديسبينا باباميتشايل مارينا كاتشار مارينا شامايكو      |
| 11 مارس 2013  | أنطاليا، تركيا ملعب ترابي $10،000 قرعة المباريات الفردية والزوجية                                                           | كريستينا دينو 6–4، 7–6(7–5)                               | لينكا جريكوفا                            | كارولينا بيلوت جويا باربييري          | نيكول ميليشار ألونا فومينا ناتاليا كوستيتش صوفيا شاباتافا                  |
| 11 مارس 2013  | أنطاليا، تركيا ملعب ترابي $10،000 قرعة المباريات الفردية والزوجية                                                           | أناميكا بهارجافا نيكول ميليشار 6–7(7–9)، 6–3، [10–7]      | ألونا فومينا صوفيا شاباتافا              | كارولينا بيلوت جويا باربييري          | نيكول ميليشار ألونا فومينا ناتاليا كوستيتش صوفيا شاباتافا                  |
| 11 مارس 2013  | أورلاندو، الولايات المتحدة ملعب ترابي $10،000 قرعة المباريات الفردية والزوجية                                               | ماشا زيك بشكيريتش 0–6، 6–4، 6–1                           | ميكيلا بويف                              | كوني بيرين كاترينا كرامبروفا          | فيكتوريا توموفا جيمي لوب كاتالينا بيلا ديا إفتيموفا                        |
| 11 مارس 2013  | أورلاندو، الولايات المتحدة ملعب ترابي $10،000 قرعة المباريات الفردية والزوجية                                               | نيكولا فرانكوفا ناتاليا روسي 7–5، 2–6، [10–8]             | تتيانا أريفيفا كاترينا كرامبروفا         | كوني بيرين كاترينا كرامبروفا          | فيكتوريا توموفا جيمي لوب كاتالينا بيلا ديا إفتيموفا                        |
| 18 مارس، 2013 | إبسوتش، أستراليا ملعب صلب $25،000 قرعة المباريات الفردية والزوجية نسخة محفوظة 2013-03-03 على موقع واي باك مشين.             | يلينا باندزيك 7–5، 2–6، 6–2                               | ستورم ساندرز                             | نوبون ليرتشيواكارن إريكا سما          | ساتشي إيشيزو جونري ناميجاتا يوريكا سما فاراتشايا وونجتينتشاي               |
| 18 مارس، 2013 | إبسوتش، أستراليا ملعب صلب $25،000 قرعة المباريات الفردية والزوجية نسخة محفوظة 2013-03-03 على موقع واي باك مشين.             | نوبون ليرتشيواكارن فاراتشايا وونجتينتشاي 4–6، 1–6، [8–10] | فيكتوريا راجيسيك ستورم ساندرز            | نوبون ليرتشيواكارن إريكا سما          | ساتشي إيشيزو جونري ناميجاتا يوريكا سما فاراتشايا وونجتينتشاي               |
| 18 مارس، 2013 | إنيزبروك، الولايات المتحدة ملعب ترابي $25،000 قرعة المباريات الفردية والزوجية نسخة محفوظة 2013-03-03 على موقع واي باك مشين. | جوليا غلوشكو 2–6، 0–6، 4–6                                | باتريسيا ماير أخلايتنر                   | ماريا إيروغيين ساتشيا فيكري           | فاليريا سولوفيفا فيرونيكا سبيد رويج لورا بوس تيو ماريانا دوكي              |
| 18 مارس، 2013 | إنيزبروك، الولايات المتحدة ملعب ترابي $25،000 قرعة المباريات الفردية والزوجية نسخة محفوظة 2013-03-03 على موقع واي باك مشين. | أشلي بارتي أليز ليم 6–1، 6–3                              | باولا كريستينا غونسالفيس ماريا إيروغيين  | ماريا إيروغيين ساتشيا فيكري           | فاليريا سولوفيفا فيرونيكا سبيد رويج لورا بوس تيو ماريانا دوكي              |
| 18 مارس، 2013 | سندرلاند، المملكة المتحدة ملعب صلب (داخلي) $15،000 قرعة المباريات الفردية والزوجية                                          | آنا لينا فريدسام 6–2، 7–6(7–4)                            | أليسون فان يوتفانخ                       | فيكتوريا غولوبيتش آنا فرلجيتش         | إيمي بوتل مادالينا غوجنيا أندي دي فرومي ميرتل جورج                         |
| 18 مارس، 2013 | سندرلاند، المملكة المتحدة ملعب صلب (داخلي) $15،000 قرعة المباريات الفردية والزوجية                                          | هيلدا ميلاندر ساندرا روما 6–0، 6–3                        | إيمي بوتل لوسي براون                     | فيكتوريا غولوبيتش آنا فرلجيتش         | إيمي بوتل مادالينا غوجنيا أندي دي فرومي ميرتل جورج                         |
| 18 مارس، 2013 | شرم الشيخ، مصر ملعب صلب $10،000 قرعة المباريات الفردية والزوجية                                                             | ميلاني كلافنير 6–3، 6–1                                   | فاليريا بودا                             | جيليان أونيل دوروتيجا إريك            | سارة-ريبيكا سيكوليتش كيم جراجديك ناتاليا فاجدوفا فاطمة النبهاني            |
| 18 مارس، 2013 | شرم الشيخ، مصر ملعب صلب $10،000 قرعة المباريات الفردية والزوجية                                                             | كيم جراجديك سيلفيا زاغورسكا 6–2، 6–1                      | بياتريز موراليس هرنانديز أندجيلا نوفكيتش | جيليان أونيل دوروتيجا إريك            | سارة-ريبيكا سيكوليتش كيم جراجديك ناتاليا فاجدوفا فاطمة النبهاني            |
| 18 مارس، 2013 | جونيس، فرنسا ملعب ترابي (indoor) $10،000 قرعة المباريات الفردية والزوجية                                                    | آنه شيفر 6–1، 2–1، انسحبت                                 | كاترينا فانكوفا                          | أولغا سافتشوك كارين مورغوشوفا         | لورا ثورب سينا هاس كيني ليسن أناستازيا فدوفينكو                            |
| 18 مارس، 2013 | جونيس، فرنسا ملعب ترابي (indoor) $10،000 قرعة المباريات الفردية والزوجية                                                    | سيندي برغر دانييلا سيغيل 6–7(6–8)، 6–3، [10–2]            | آنه شيفر كاترينا فانكوفا                 | أولغا سافتشوك كارين مورغوشوفا         | لورا ثورب سينا هاس كيني ليسن أناستازيا فدوفينكو                            |
| 18 مارس، 2013 | حيدر أباد، الهند ملعب صلب $10،000 قرعة المباريات الفردية والزوجية                                                           | باربارا لوز 2–6، 6–3، 6–1                                 | أنكيتا راينا                             | ناباتساكورن سانكايو نيدهي تشيلومولا   | ريشيكا سانكارا برارثانا ثومباري ناتاشا بالها بيرنا بهمبري                  |
| 18 مارس، 2013 | حيدر أباد، الهند ملعب صلب $10،000 قرعة المباريات الفردية والزوجية                                                           | ناتاشا بالها برارثانا ثومباري 6–1، 6–4                    | شارمادا بالو سوينيا بافيستي              | ناباتساكورن سانكايو نيدهي تشيلومولا   | ريشيكا سانكارا برارثانا ثومباري ناتاشا بالها بيرنا بهمبري                  |
| 18 مارس، 2013 | كوفو، اليابان ملعب صلب $10،000 قرعة المباريات الفردية والزوجية                                                              | يوكي تاناكا 6–3، 6–1                                      | هيروكو كواتا                             | تشياكي أوكاداوي لي جين-ا              | شيهيرو نونومي يانغ زي إري هوزمي ماكوتو نينوميا                             |
| 18 مارس، 2013 | كوفو، اليابان ملعب صلب $10،000 قرعة المباريات الفردية والزوجية                                                              | أكاري إينو هيروكو كواتا 3–6، 7–5، [10–7]                  | هان نا لاي يانغ زي                       | تشياكي أوكاداوي لي جين-ا              | شيهيرو نونومي يانغ زي إري هوزمي ماكوتو نينوميا                             |
| 18 مارس، 2013 | مدريد، إسبانيا ملعب ترابي $10،000 قرعة المباريات الفردية والزوجية                                                           | ريكا-لوكا ياني 2–6، 6–4، 6–4                              | برناردا بيرا                             | ناستجا كولار لوسيا سيرفيرا فاسكيز     | إيفون كافالي رييميرس تاتيانا بوا ديسبينا باباميتشايل ألكساندرينا نايدينوفا |
| 18 مارس، 2013 | مدريد، إسبانيا ملعب ترابي $10،000 قرعة المباريات الفردية والزوجية                                                           | لوسيا سيرفيرا فاسكيز غايا سانيسي 7–5، 6–3                 | تاتيانا بوا أريبيلا فيرناندز رابنر       | ناستجا كولار لوسيا سيرفيرا فاسكيز     | إيفون كافالي رييميرس تاتيانا بوا ديسبينا باباميتشايل ألكساندرينا نايدينوفا |
| 18 مارس، 2013 | أنطاليا، تركيا ملعب صلب $10،000 قرعة المباريات الفردية والزوجية                                                             | إيفا فرنانديز بروجوز 6–2، 6–0                             | آنا بوغدان                               | ناتاليا كوستيتش آني أميراغيان         | صوفيا شاباتافا إليزافيتا كوليتشكوفا بيرنيلا مينديزوفا جوليا ساموسيفا       |
| 18 مارس، 2013 | أنطاليا، تركيا ملعب صلب $10،000 قرعة المباريات الفردية والزوجية                                                             | أوكسانا كالاشنيكوفا كسينيا ألكان 6–1، 6–3                 | اناميكا بهارغافا نيكول ميليشار           | ناتاليا كوستيتش آني أميراغيان         | صوفيا شاباتافا إليزافيتا كوليتشكوفا بيرنيلا مينديزوفا جوليا ساموسيفا       |
| 25 مارس 2013  | أوبن جي دي أف سويز سين إت مارن كرويسي بوبرج، فرنسا ملعب صلب (داخلي) $50000 فردي – زوجي                                      | آن كيوثافونج 7–6(7–3)، 6–3                                | ساندرا زاهلافوفا                         | ستيفاني فورتز جاكون جولي كوين         | آنا سافيتش مارينا زانيفسكا أكجول أمانمورادوف ليسلي كيرخوف                  |
| 25 مارس 2013  | أوبن جي دي أف سويز سين إت مارن كرويسي بوبرج، فرنسا ملعب صلب (داخلي) $50000 فردي – زوجي                                      | آنا لينا فريدسام أليسون فان يوتفانخ 6–3، 6–4              | ستيفاني فورتز جاكون إيفا هردينوفا        | ستيفاني فورتز جاكون جولي كوين         | آنا سافيتش مارينا زانيفسكا أكجول أمانمورادوف ليسلي كيرخوف                  |
| 25 مارس 2013  | تحدي ذا أوكس كلوب اوسبري، الولايات المتحدة ملعب ترابي $50000 فردي – زوجي                                                    | ماريانا دوكي 7–6(7–2)، 6–1                                | إستريلا كابيزا كانديلا                   | يانا كابلوفا كاترينا سينياكوفا        | شارون فيشمان كريستينا بليسكوفا جوليا كوهين مارتا سيروتكينا                 |
| 25 مارس 2013  | تحدي ذا أوكس كلوب اوسبري، الولايات المتحدة ملعب ترابي $50000 فردي – زوجي                                                    | راكيل كوبس جونز أبيغيل سبيرز 6–1، 6–3                     | فيرونيكا سبيد رويج إينيس فيرير سواريز    | يانا كابلوفا كاترينا سينياكوفا        | شارون فيشمان كريستينا بليسكوفا جوليا كوهين مارتا سيروتكينا                 |
| 25 مارس 2013  | بوندابيرج، أستراليا ملعب ترابي $25،000 قرعة المباريات الفردية والزوجية نسخة محفوظة 2013-03-03 على موقع واي باك مشين.        | فيكتوريا راجيسيك 6–4، 6–3                                 | يوريكا سما                               | ساشا جونز ستورم ساندرز                | أوليفيا روجوفسكا نيشا ليرتبيتاكسينتشاي نودنيدا لوانجنام إريكا سما          |
| 25 مارس 2013  | بوندابيرج، أستراليا ملعب ترابي $25،000 قرعة المباريات الفردية والزوجية نسخة محفوظة 2013-03-03 على موقع واي باك مشين.        | جانغ سو جونج لي سو را 7–6(4–7)، 4–6، [8–10]               | ميكي ميامرا فاراتشايا وونجتينتشاي        | ساشا جونز ستورم ساندرز                | أوليفيا روجوفسكا نيشا ليرتبيتاكسينتشاي نودنيدا لوانجنام إريكا سما          |
| 25 مارس 2013  | تالين، إستونيا ملعب صلب (indoor) $25،000 قرعة المباريات الفردية والزوجية                                                    | أليكساندرا ساسنوفيتش 7–6(3–7)، 6–2                        | ناديا كيتشينوك                           | ماجدا لينيت آنا كارولينا شميدلوفا     | ستيفاني فوجت كسينيا ليكينا نيجينا أبدوريموفا ليزا ويبورن                   |
| 25 مارس 2013  | تالين، إستونيا ملعب صلب (indoor) $25،000 قرعة المباريات الفردية والزوجية                                                    | أنيت كونتافيت يلينا أوستابينكو 2–6، 5–7، [0–10]           | ليودميلا كيتشينوك ناديا كيتشينوك         | ماجدا لينيت آنا كارولينا شميدلوفا     | ستيفاني فوجت كسينيا ليكينا نيجينا أبدوريموفا ليزا ويبورن                   |
| 25 مارس 2013  | ريبيراو بريتو، البرازيل ملعب ترابي $10،000 قرعة المباريات الفردية والزوجية                                                  | بياتريس حداد مايا 7–6(7–2)، 6–2                           | أندريا بينيتيز                           | مونتسيرات غونزاليس لورا بيجوسي        | إدواردا بياي ناتاليا روسي فارفارا فلينك غابرييلا سي                        |
| 25 مارس 2013  | ريبيراو بريتو، البرازيل ملعب ترابي $10،000 قرعة المباريات الفردية والزوجية                                                  | أندريا بينيتيز كارلا فورت 7–6(7–2)، 6–1                   | إدواردا بياي كارينا فيندتي               | مونتسيرات غونزاليس لورا بيجوسي        | إدواردا بياي ناتاليا روسي فارفارا فلينك غابرييلا سي                        |
| 25 مارس 2013  | شرم الشيخ، مصر ملعب صلب $10،000 قرعة المباريات الفردية والزوجية                                                             | ميلاني كلافنير 6–1، 6–0                                   | ناتيلا دزالاميدزه                        | جانين برينتنر دوروتيجا إريتش          | سيلفيا زاغورسكا جيليان أونيل مارتينا كوبيشيكوفا زوزانا ماسييفسكا           |
| 25 مارس 2013  | شرم الشيخ، مصر ملعب صلب $10،000 قرعة المباريات الفردية والزوجية                                                             | ريبيكا بيترسون مالين أولفيليدت 6–3، 6–4                   | ألينا ميخيفا جيليان أونيل                | جانين برينتنر دوروتيجا إريتش          | سيلفيا زاغورسكا جيليان أونيل مارتينا كوبيشيكوفا زوزانا ماسييفسكا           |
| 25 مارس 2013  | نيشيتاما، اليابان ملعب صلب $10،000 قرعة المباريات الفردية والزوجية                                                          | يو مي 1–6، 6–1، 6–2                                       | لي جين-آ                                 | تشياكي أوكادوي ناو هيبينو             | كاناي هيسامي أكاري إينو شوكو ياماموتو إري هوزمي                            |
| 25 مارس 2013  | نيشيتاما، اليابان ملعب صلب $10،000 قرعة المباريات الفردية والزوجية                                                          | هان نا لاي كانغ سو كيونغ 6–4، 6–7(4–7)، [10–6]            | إري هوزمي ماكوتو نينوميا                 | تشياكي أوكادوي ناو هيبينو             | كاناي هيسامي أكاري إينو شوكو ياماموتو إري هوزمي                            |
| 25 مارس 2013  | أنطاليا، تركيا ملعب صلب $10،000 قرعة المباريات الفردية والزوجية                                                             | إلين ألجروين 6–0، 3–6، 6–2                                | شانتال شكاملوفا                          | ناتاليا كوستيتش كاترينا لينرت         | فيكتوريا لارير جوليا ساموسيفا مارتينا بوريتسكا آني أميراغيان               |
| 25 مارس 2013  | أنطاليا، تركيا ملعب صلب $10،000 قرعة المباريات الفردية والزوجية                                                             | أوكسانا كالاشنيكوفا كسينيا ألكان 6–4، 4–6، [10–8]         | باشاك إرايدن آبي مايرز                   | ناتاليا كوستيتش كاترينا لينرت         | فيكتوريا لارير جوليا ساموسيفا مارتينا بوريتسكا آني أميراغيان               |

## الروابط الخارجية
- "10،600 لاعبة، 1135 حدثًا: جولة الاتحاد الدولي لكرة المضرب العالمية للسيدات لعام 2023 بالأرقام". الاتحاد الدولي لكرة المضرب. اطلع عليه بتاريخ 2024-01-02.
- "أجندة جولة الاتحاد الدولي لكرة المضرب العالمية للسيدات". الاتحاد الدولي لكرة المضرب. اطلع عليه بتاريخ 2024-01-02.
- الاتحاد الدولي لكرة المضرب